# Koninginjulianamonarch
De koninginjulianamonarch (Symposiachrus julianae synoniem: Monarcha julianae) is een zangvogel uit de familie monarchen (Monarchidae). De vogel werd in 1955 verzameld en in 1959 door Sidney Dillon Ripley als nieuwe soort beschreven en naar koningin Juliana der Nederlanden genoemd.

## Kenmerken
De koninginjulianamonarch lijkt op een vliegenvanger. Het is een actieve vogel, met een lengte van 16 cm. De vleugel is blauwgrijs en de borst is wit. Hij lijkt sterk op de vlekvleugelmonarch die ook op dat eiland voorkomt, maar deze heeft een grijs in plaats van blauw op de vleugel. Een mannetje volwassen koninginjulianamonarch heeft, net als de vlekvleugelmonarch, een zwart "gezicht". Maar het zwart op de keel loopt minder ver door en hij heeft geen vlekken op de vleugel.

## Leefgebied en rodelijst-status
De koninginjulianamonarch is endemisch voor het eiland Kofiau van de Raja Ampat-eilanden in de provincie West-Papoea (Indonesië). De koninginjulianamonarch komt voor in tropisch laaglandregenbos en ook wel in selectief uitgekapt bos.

## Status
Het 144 km² grote eiland wordt al sinds de jaren 1970 steeds meer ontbost. Alleen al tussen 2002 en 2007 nam het gebied dat voor landbouwdoeleinden volledig werd ontbost toe met 30%. Daardoor krimpt het leefgebied van deze eilandendeem. In geschikt leefgebied is het een talrijk voorkomende vogel. De totale populatie wordt geschat op 2,5 tot 10 duizend volwassen vogels. Door de ontbossing bestaat de kans dat deze soort op den duur uitsterft. Om deze reden staat deze monarch als kwetsbaar op de Rode Lijst van de IUCN.